# Велико-Самбірська волость
Велико-Самбірська волость — історична адміністративно-територіальна одиниця Конотопського повіту Чернігівської губернії з центром у селі Великий Самбір.
Станом на 1885 рік складалася з 10 поселень, 11 сільських громад. Населення — 9762 особи (4779 чоловічої статі та 4983 — жіночої), 1544 дворових господарства.
|                     | Площа, десятин | У тому числі орної, дес. |
| ------------------- | -------------- | ------------------------ |
| Сільських громад    | 14817          | 10448                    |
| Приватної власності | 2809           | 1787                     |
| Іншої власності     | —              | —                        |
| Загалом             | 17626          | 12235                    |

## Основні населені пункти волості
- Великий Самбір — колишнє державне село при болотах за 21 версту від повітового міста, 3451 особа, 539 дворів, 2 православні церкви, школа, 2 постоялих будинки, 3 лавки, базари, 4 ярмарки на рік.
- Гирівка — колишнє державне та власницьке село при ярові Торговиця, 1382 особи, 207 дворів, православна церква, постоялий двір, постоялий будинок, 2 лавки, 2 вітряних млини.
- Карабутове — колишнє державне та власницьке село при болоті, 1649 осіб, 273 двори, православна церква, постоялий будинок, лавка, базари.
- Малий Самбір — колишнє державне село, 2467 осіб, 419 дворів, православна церква, постоялий будинок.

Наприкінці XIX сторіччя село Карабутове було відокремлено в окрему Карабутівську волость.

### Земська та поліцейська приналежність волості
У 1896-1899 роки Земським начальником 5-го стану, до якого входили Велико-Самбірська, Карабутівська та Сем'яніська волості, був Сергій Андрійович Кандиба. 
Велико-Самбірська волость відносилася до 2-го поліційного стану Конотопського повіту, а становий перебував у сусідньому волосному центрі - селі Голінка (до 1898 Павло Самійлович Лось). 
1899 у волості налічувалось 8 сільських громад, населення зросло до 11641 особи (5802 чоловічої статі та 5739 — жіночої).

## Волосна влада
1885 керівниками Велико-Самбірської волості були:
- волосний старшина К. Гельгачій;
- волосний писар Є. Артюх.

1900 керівниками Велико-Самбірської волості та членами волосного суду були: 
- волосний старшина М. Малюх;
- волосний писар І. Чернявський[5];
- голова волосного суду крестянин І. Горбенко;
- волосний суддя крестянин А.М. Малюх;
- волосний суддя крестянин М.І. Півень;
- волосний суддя крестянин А.Є. Писанка[6].